# 亨利二世 (巴登-哈赫貝格)
亨利二世（Heinrich II. von Baden-Hachberg），巴登-哈赫貝格藩侯，亨利一世之子，1231年至1289年在位。

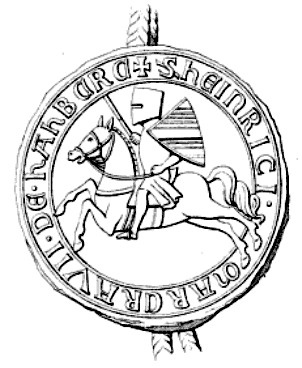
亨利二世

亨利二世與安娜·馮·于森貝格（Anna von Üsenberg）結婚，他們的兒子是魯道夫一世。